# Controvérsias envolvendo Edir Macedo

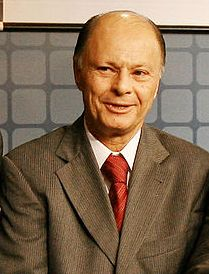
Edir Macedo

Edir Macedo Bezerra (Rio das Flores, 18 de fevereiro de 1945) é um bispo evangélico, televangelista, escritor e empresário brasileiro. É o fundador e atual líder espiritual da Igreja Universal do Reino de Deus (IURD) e proprietário da Rede Record, terceira maior emissora de televisão do país.

## Prisão
"Convenço-me sobre os nefastos e malsinados efeitos que redundam na eventual liberdade do agente, propagando-se a doutrina e contando com a colaboração de massas enfileiradas de pessoas incautas e incultas, com o propósito notadamente mercantilista".

—Justificativa do juiz Henrique Abraão.
Em 1992, após um culto de domingo na antiga catedral da Universal no bairro de Santo Amaro em São Paulo, várias viaturas da Polícia Civil cercaram o carro de Edir e o levaram ao 91º Distrito Policial no distrito da Lapa em vila Leopoldina Ele foi acusado de charlatanismo, estelionato e curandeirismo.
Houve várias tentativas por parte dos advogados, Campos Machado e o ex-Ministro da Justiça Márcio Thomaz Bastos, para pedir habeas corpus. Eles diziam que a cadeia era uma medida "violenta e inconstitucional, sem nenhuma justificativa, mesmo porque, se o bispo for condenado, terá direito a prisão domiciliar, pois é primário e tem bons antecedentes". Após a prisão artistas e políticos questionaram sua prisão, entre eles o ex-presidente Lula e o jogador de futebol Pelé.
| “ | E as pessoas que fazem romaria, as pessoas que acreditam em outro tipo de santo, também não estão sendo vítimas de charlatanismo? | ” |

Outros políticos brasileiros de esquerda uniram-se na crítica à decisão da Justiça. Aloysio Nunes Ferreira, até então deputado federal pelo PSDB, também visitou a cadeia onde Macedo estava preso. "É pura violência, pura perseguição. Tem meu maior repúdio", diz Nunes. O primeiro pedido para soltar Edir Macedo foi negado. Várias pessoas passaram a noite na porta do 91º DP. 7 dias após, a delegada de plantão Sílvia Souza Cavalcanti viu a indignação dos manifestantes e pediu ao bispo que ele gravasse uma mensagem para a rádio para acalmar as pessoas: "Só peço às pessoas que fazem parte desta família Universal do Reino de Deus que orem e façam jejum para que venhamos a sair daqui o mais rápido possível. Que Deus, no tempo certo, venha nos livrar e possamos então comungar juntos a fé cristã. Eu quero agradecer o carinho de todos nestes momentos difíceis. Conto com a oração de cada um. Muito obrigado", diz o bispo. Edir Macedo ficou preso por 11 dias, mas livrou-se das acusações. Anos depois, a foto de Edir Macedo na prisão ilustrou sua biografia: "O Bispo: A História Revelada de Edir Macedo", lançada em 2007.
Em seu livro “Nada a Perder”, Edir Macedo responsabiliza a Igreja Católica pela sua detenção. Para reforçar a tese de que foi vítima de uma conspiração do Vaticano, ele conta ter visto um "homem de batina" fazendo anotações durante seu depoimento ao juiz que havia decretado sua prisão. O juiz Carlos Henrique Abraão disse a Edir se, após a prisão dele, havia diminuído o número de pessoas frequentando a Universal. Macedo respondeu que não. O segundo pedido de habeas corpus também foi negado.
Em 1992, vários fiéis ficaram em frente ao Palácio 9 de Julho, sede da Assembleia Legislativa do Estado de São Paulo, com frases "Queremos Justiça!". Dias depois eram mais de 3 mil. As pessoas que lá estavam oraram e cantaram. Dentro do prédio, mais de trezentos pastores de mais de 30 outras igrejas evangélicas pediam que Edir fosse solto. Foi feito um abaixo-assinado exigindo respeito à Constituição brasileira, que garante liberdade religiosa. O Tribunal de Justiça de São Paulo julgou o terceiro pedido de libertação ao bispo. Em plenário, Thomaz Bastos disse que não havia base para manter a prisão. O advogado recorreu a quatro justificativas para acabar com a prisão provisória: o bispo Macedo tinha bons antecedentes, residência fixa, família e não havia se recusado, em nenhum instante, a dar esclarecimentos sobre as acusações. A discussão durou quinze minutos. Os desembargadores decidiram por 3 votos a zero a libertação do bispo.
"Estamos diante de um caso em que vão entrar em jogo princípios extremamente importantes, como a intolerância, o preconceito, o conflito entre as religiões, o princípio da liberdade de culto. Questões fundamentais para que o Brasil construa realmente um regime democrático", disse Thomaz Bastos após a libertação de Macedo.

## Na Igreja
- Em 1992, Macedo foi preso sob acusações de charlatanismo, curandeirismo.[7] Macedo foi inocentado das acusações e liberado após onze dias. Uma foto tirada nesta época, na carceragem da 91° DP (Vila Leopoldina), em São Paulo, acabaria por ilustrar a capa de uma biografia do bispo em 2007.
- Em 1995, o Jornal Nacional (da Rede Globo) apresentou uma matéria-denúncia sobre como Macedo ensina seus pastores a convencerem os fiéis da IURD a darem ofertas e dízimos, em meio a brincadeiras com o dinheiro arrecadado e frases como "ou dá ou desce", referindo-se a fiéis que não davam o dízimo. Entre os bispos estaria Carlos Rodrigues, mais conhecido como Bispo Rodrigues. Outrora Edir Macedo, consegue uma base bíblica para o dito "ou dá ou desce". Segundo Macedo, em uma entrevista ao Jornal da Record; ou a pessoa "dá" (o dízimo) e é abençoada ou ela "desce", fica para trás, deixa de ser abençoada por Deus;[8]
- No auge do incidente do "Chute na santa" foi apresentada uma minissérie na Rede Globo, chamada Decadência. A série retratava a vida de um pastor evangélico corrupto e devasso, interpretado por Edson Celulari. Segundo um documentário da Rede Record sobre a prisão de Macedo, algumas falas do personagem foram retiradas de trechos de declarações públicas de Edir Macedo, para sugerir uma identificação entre ambos.[9] Em um episódio da minissérie foi jogado um sutiã em cima da Bíblia Sagrada.

## Posicionamento sobre aborto
O posicionamento de Edir Macedo sobre alguns assuntos polêmicos também levantam discussões, como o fato de Macedo ser a favor do aborto, onde ele diz: “Eu sou a favor do aborto sim, e digo isso em alto e bom som, e estou dizendo isso com consciência limpa, sim!”.
Em entrevista ao Jornal Folha de S.Paulo, Edir Macedo se posicionou a favor da descriminalização do aborto. Entre algumas razões, citou que  muitas mulheres têm perdido a vida em clínicas de fundo de quintal e que se o aborto fosse legalizado, muitas mulheres não correriam risco de morte e ainda questionou: “O que é menos doloroso? Aborto ou ter crianças vivendo como camundongos nos lixões de nossas cidades, sem infância, sem saúde, sem escola, sem alimentação e sem qualquer perspectiva de um futuro melhor? E o que dizer das comissionadas pelos traficantes de drogas?”.

## Cantoresgospel
Em setembro de 2011, Ana Paula Valadão, líder e vocalista da banda  gospel Diante do Trono foi considerada endemoniada por Edir Macedo e bispos da Igreja Universal do Reino de Deus por causa da doutrina sobre cair no Espírito Santo e pela "unção do leão", onde Ana Paula pelo "poder" começou a engatinhar imitando um leão no palco. Os fãs da banda reprovaram a atitude do  pregador.
| “ | Quando vejo um crente fazendo sucesso por aí, é tudo emoção, não tem nada de Deus. Não vou errar se falar: 99% desse pessoal que canta por aí, é tudo endemoninhado, tudo perturbado. | ” |

Em resposta a Edir Macedo, vários cantores gospel protestaram em defesa de Ana Paula Valadão: "Não tenho dificuldade em falar sobre a IURD, afinal, Igreja Universal não é evangélica. Bispo Macedo, o McAlister não te ensinou o que tens feito", André Valadão comenta o fato. "Reformulando: pessoas que se declaram a favor do aborto, e ainda publicam isso em sua biografia, não merecem o meu respeito. Não as escuto!", Eyshila. "Escrevi e apaguei, escrevi e apaguei de novo, não tem nem o que dizer em relação a IURD , lamentável Bispo Macedo, lamentável…", Lydia Moisés "...ainda mais depois de saber que o Edir Macedo me chamou de endemoniado! Hahaha. Vem expulsar então!", Mauro Henrique, vocalista da banda Oficina G3." Em outro programa gospel, Macedo atacou a música como um todo, a qual disse que "embriaga (os fiéis) de emoção". No entanto, o bispo admitiu que também "admira" cantores gospel, como Paulo Cezar, do grupo Logos.
Através do Twitter várias pessoas afirmaram que a igreja de Edir Macedo é uma vergonha alheia. Acredita-se que tais afirmações do bispo sejam motivadas pelo único motivo do Diante do Trono fazer parte da gravadora Som Livre, que pertence à Rede Globo.
Macedo e a Igreja Universal Universal possuem a Line Records,  gravadora de música gospel, que por sua vez tem o selo New Music, que lançou artistas como Banda Audiolife, Jessyca e Robinson Monteiro.

## Denúncias e processos judiciais

### Danos morais às religiões afro-brasileiras
Em 2005, a 4ª Vara Federal da Seção Judiciária da Bahia, atendendo pedido do Ministério Público Federal do Estado, determinou a suspensão da venda e da circulação do livro Orixás, Caboclos e Guias: Deuses ou Demônios?, de Edir Macedo. Segundo os procuradores da República, autores da Ação Civil Pública, trata-se de obra "impregnada de afirmativas preconceituosas e discriminatórias deferidas contra outras formas de manifestações religiosas e credos, em especial aos cultos afro-brasileiros".  Para a juíza Nair Cristina de Castro, o livro de Edir Macedo, do qual já haviam sido vendidos mais de 2,5 milhões de exemplares, "extrapola os lindes da liberdade religiosa (...), na medida em que não se restringe à explanação e divulgação das idéias próprias à religião que é adotada por quem o escreveu, mas sim se predispõe a tratar pejorativamente outra religião e seus adeptos, incitando à discriminação". Alguns dos trechos do livro qualificam a Umbanda, a Quimbanda e o Candomblé como "seitas demoníacas", responsáveis pelo subdesenvolvimento do país (como no trecho: "Se o povo brasileiro tivesse os olhos bem abertos contra a feitiçaria, a bruxaria e a magia, oficializadas pela umbanda, candomblé, kardecismo e outros nomes (...), certamente seríamos um país bem mais desenvolvido.") e por adotar o uso de substâncias entorpecentes. Os procuradores da República propuseram ainda um aditamento à Ação Civil Pública para requerer uma indenização por danos morais coletivos. O valor estimado é de R$ 10 milhões. Mas um ano depois o Tribunal Regional Federal da 1ª Região, em Brasília, liberou a venda com a justificativa de que a proibição contraria o princípio da liberdade de expressão, garantido pela Constituição Federal Brasileira.

### Importação fraudulenta
Em 2006, Edir Macedo foi denunciado pelo Ministério Público por importação fraudulenta de equipamentos e uso de documento público falso e um processo foi aberto pela Justiça Federal. Com a decisão da 4.ª Vara Federal Criminal de São Paulo, além de Macedo responderam ao processo o ex-vice-presidente da emissora, bispo Honorilton Gonçalves; o diretor-presidente, João Batista Ramos da Silva; o diretor-superintendente, Demerval Gonçalves; e os ex-diretores Carlos Orlando Gomes Clemente, Rodolpho Mario Carvalho Lopes e Paulo Roberto Vieira Guimarães.
Em 1998 a Receita Federal concluiu procedimento de fiscalização em um lote de equipamentos para TV e rádio importados pela Record e apreendeu uma carga de 1,7 toneladas de aparelhos para radiodifusão cujas notas não foram devidamente comprovadas. A empresa apresentou, após a apreensão, uma cópia autenticada da declaração de importação no valor total de 513 mil dólares e com 19 itens. Entretanto, em 1996, a própria emissora havia apresentado aos inspetores da Receita uma outra nota, de 211 mil dólares e 14 itens. Com base nos documentos enviados pela Receita Federal, o procurador da República André Libonati ofereceu em 2000 denúncia contra Macedo e mais seis diretores da Record.
Segundo o Ministério Público, Macedo alega que não tem participação direta no dia-a-dia da Record e que não tinha conhecimento da importação dos equipamentos.

### Formação de quadrilha, lavagem de dinheiro e evasão de divisas
Em 2009, novamente foi alvo de denúncias, desta vez pelo Ministério Público de São Paulo. A ação criminal foi aberta pelo juiz Gláucio de Araujo, da 9.ª vara criminal de São Paulo, na qual acusa o bispo e mais nove pessoas ligadas a ele. Todos foram acusados pelos crimes de lavagem de dinheiro e formação de quadrilha. Segundo a denúncia da promotoria, Macedo e os outros acusados teriam feito desvio de dinheiro de doações de fiéis, também se aproveitando da isenção de impostos oferecida a igrejas de qualquer culto, determinada pela Constituição brasileira. Para esconder a origem do dinheiro, o bispo e os outros acusados teriam usado um esquema de lavagem de dinheiro envolvendo empresas de fachada, no Brasil e no exterior. Os recursos então, voltavam ao Brasil, na forma de empréstimos feitos pelos chamados "laranjas" de Edir Macedo, sendo usados para comprar empresas. Em alguns casos, Macedo teria fraudado procurações assinadas por estes laranjas para, posteriormente, transferir as ações das emissoras para seu próprio nome ou de pessoas acusadas de participar da quadrilha. Macedo seria o chefe de uma quadrilha que usava empresas de fachada para desviar recursos provenientes de doações dos fiéis da Universal e praticar uma série de fraudes. Apenas em 2004 e 2005, as empresas Unimetro Empreendimentos e Cremo Empreendimentos teriam recebido 71 milhões de reais da Igreja Universal. O dinheiro seria usado em benefício da quadrilha denunciada, o que desvirtuaria a finalidade das doações à Universal, que tem isenção de impostos. Edir Macedo não aparece nominalmente como sócio das empresas, mas depoimentos e outras provas colhidas ao longo das investigações indicaram que ele seria o verdadeiro dono das empresas montadas para lavar o dinheiro recolhido de fiéis, que seriam obrigados a fazer doações que dariam também uma aparência legal às transações financeiras do grupo. Além de Macedo foram denunciados Alba Maria da Costa, Edilson da Conceição Gonzales, Honorilton Gonçalves da Costa, Jerônimo Alves Ferreira, João Batista Ramos da Silva, João Luis Dutra Leite, Mauricio Albuquerque e Silva, Osvaldo Sciorilli e Veríssimo de Jesus. Aceita a denúncia, todos foram transformados em réus. O juiz determinou que os réus respondessem à acusação, por escrito, num prazo de dez dias. O promotor do Gaeco Roberto Porto se recusou a comentar o caso, explicando que corre em segredo de justiça.
As matérias veiculadas pela Rede Globo foram consideradas pela Rede Record (pertencente a Edir Macedo) como "desespero da concorrência".[carece de fontes?]
Contudo, no dia 19 de outubro de 2010, foram anuladas todas as acusações do Ministério Público do Estado de São Paulo contra Edir Macedo e mais nove pessoas, porque o Tribunal de Justiça do Estado de São Paulo entendeu que a matéria deveria ser julgada pela Justiça Federal. Assim, o processo inteiro foi anulado. Em maio do mesmo ano, o presidente do Tribunal de Justiça de São Paulo já havia anulado algumas provas apresentadas pela promotoria em razão de erro de condução pelos promotores do caso por solicitarem cooperação internacional para investigar os acusados.
Em setembro de 2011, a Justiça Federal aceitou parte das denúncia do Ministério Público Federal em São Paulo contra o bispo Edir Macedo e outros três integrantes da cúpula da Igreja Universal do Reino de Deus, que passaram então a responder pelos crimes de formação de quadrilha para lavagem de dinheiro e evasão de divisas. As denúncias de estelionato contra os fiéis da igreja e falsidade ideológica foram rejeitadas, mas o Ministério Público Federal anunciou que recorreria contra a rejeição dessas acusações. A denúncia do MPF havia sido apresentada no dia 1.º de setembro pelo procurador da República Sílvio Luís Martins de Oliveira e também utiliza fatos que foram levantados pela investigação do Ministério Público Estadual.
Em novembro de 2013 O Tribunal Regional Federal da 4.ª Região (TRF4) absolveu o religioso Edir Macedo Bezerra, dos crimes de uso de  documento falso e falsidade ideológica. A decisão da 7.ª Turma foi unânime.

### Fortuna
Foi apontado pela revista Forbes como o pastor mais rico do Brasil, tendo estimado seu patrimônio em janeiro de 2013 em quase 2 bilhões de reais. A Igreja Universal e Edir Macedo contestaram tal afirmação, dizendo que, embora a Rede Record seja de sua propriedade, Macedo não seria remunerado nem participaria de lucros ou quaisquer outros recursos financeiros provenientes da emissora e que os mesmos seriam reinvestidos na emissora. Seu sustento viria da igreja através da "ajuda de custo" paga a pastores e bispos pela instituição e dos direitos autorais dos seus livros.

## Declaração sobre a pandemia
Em março de 2021, Edir Macedo se vacinou contra a Covid-19 em Miami. O Antagonista reportou a notícia ao lado da declaração de Edir Macedo de 2020, minimizando a pandemia: "Meu amigo e minha amiga, não se preocupe com o coronavírus. Porque essa é a tática, ou mais uma tática, de Satanás. Satanás trabalha com o medo, o pavor. Trabalha com a dúvida. E quando as pessoas ficam apavoradas, com medo, em dúvida, as pessoas ficam fracas, débeis e suscetíveis. Qualquer ventinho que tiver é uma pneumonia para elas."

## Declaração sobre suicídio de pastor
Em agosto de 2025, durante uma transmissão ao vivo, Edir Macedo comentou o suicídio do pastor Lucas Di Castro, de 35 anos, da Igreja Universal, ocorrido na Bolívia, afirmando “não estou nem aí para a morte desse pastor” e “morreu, acabou”, declarações que geraram ampla repercussão negativa e críticas públicas por suposta falta de empatia. Familiares afirmaram que o pastor havia pedido ajuda à liderança da igreja sem receber apoio, enquanto a Universal divulgou nota lamentando o ocorrido, negando omissão e afirmando que Lucas não sofria de depressão ou doença mental, classificando como falsas as versões contrárias. Após a repercussão, Macedo bloqueou comentários em suas redes sociais e no vídeo da live.